# Agalmyla parasitica
Agalmyla parasitica là một loài thực vật có hoa trong họ Tai voi. Loài này được (Lam.) Kuntze mô tả khoa học đầu tiên năm 1891.